# Onze-Lieve-Vrouw-Onbevlekt-Ontvangenkerk (Leithum)

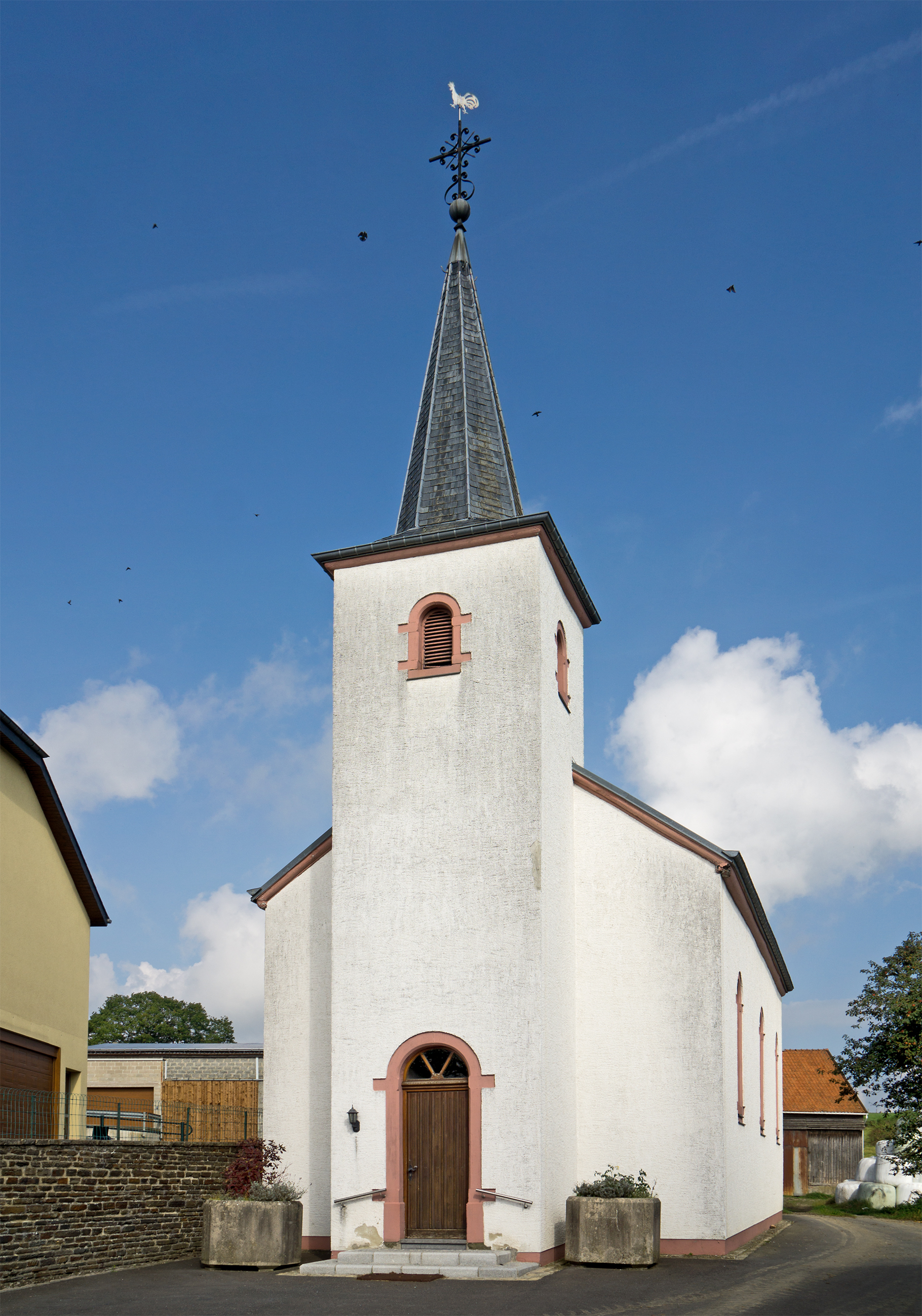

De Onze-Lieve-Vrouw-Onbevlekt-Ontvangenkerk is een kerkgebouw in Leithum in de gemeente Weiswampach in Luxemburg. De kerk staat in het midden van het dorp aan de Bei der Kiirch.
De kerk is gewijd aan de Onbevlekte Ontvangenis van Maria.

## Geschiedenis
De kerk dateert uit 1877 en is gebouwd in een stijl die lijkt op die van de kerk van Beiler.

## Opbouw
De gerestaureerde barokke toren met ingesnoerde torenspits domineert het kerkgebouw. Het niet-georiënteerde kerkgebouw bestaat verder uit een schip met drie traveeën en een driezijdige koorsluiting.